# Чавакано
Чабакано, або чавакано (ісп. chabacano [ʧaβakano]) — найпоширеніша і найвідоміша з усіх різновидів креолізованої іспанської мови на Філіппінах.

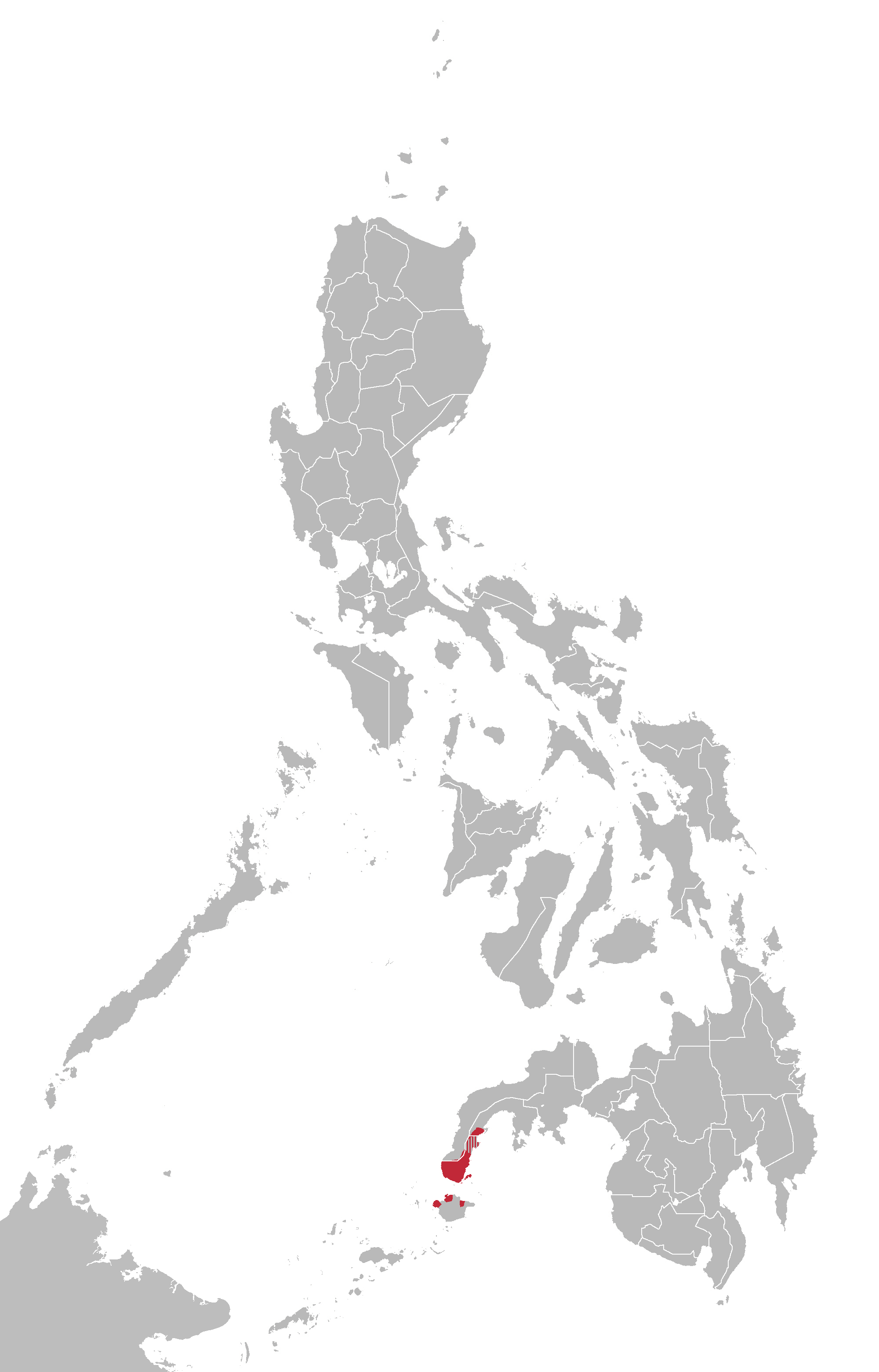

Досі зберігає взаємозрозумілість з власне іспанською мовою метрополії. У сучасних Філіппінах під чавакано йдеться переважно про мову населення південного заходу острова Мінданао, зокрема міста Замбоанга.
Більшість інших різновидів креолізованої іспанської мови, так само як і некреолізованої іспанської мови на Філіппінах, або вийшли з ужитку (наприклад, зникла до 1980-го ермітеньо), або перебувають на межі зникнення (кавітеньо).
Число носіїв чавакано складає близько 700 000 осіб (2008, оцінка), володіють — близько одного мільйона.

## Етимологія назви
Самоназва походить від ісп. chabacano — «вульгарний», «грубий», «низькопробний» для опису місцевого іспанського просторіччя, засвоєного остров'янами й філіппінськими метисами, що проживали в районі іспанського форту, заснованого для боротьби з ісламізацією островів.
Перший іспанський форт на острові Мінданао був побудований 23 червня 1635 р. іспанським священником-єзуїтом Мельчором де Віра для боротьби з мусульманськими піратами та работорговцями, а також для християнізації острова.
Як наслідок бетацизму в іспанській мові, слова chabacano і chavacano вимовляються однаково, звідси різночитання в написанні.

## Географічне поширення і діалекти
Носії мови (в загальній кількості 607 000 осіб за переписом 2000 р.) зосереджені в місті Замбоанга, де вона є основною мовою.
Місто отримало нещодавно статус головного «Латинського міста Азії». Площа міста — 1,480 км², включає 28 островів. Населення 774 тис. у 2007 р. Також чавакано є основною мовою міста Ісабела, а також міста Ламітан на сусідньому острові Басілан.
Лексика чабакано переважно іспанська, водночас граматичний лад відображає сильний вплив автохонних мов, при тому, що морфологія, як і в інших креольських мов виражена мінімально.
Мова-лексифікатор чавакано — іспанська, в ролі субстрату виступає себуанська мова, в ролі суперстрату і адстрату нині виступають тагальська мова і англійська.
У цілому, на відміну від власне іспанської мови на Філіппінах, що практично вийшла з ужитку, чабакано використовується в освіті, друці, телебаченні та радіо. Збереження мови при передачі з покоління в покоління стабільне.

### Приклади чабакано
Donde tu anda?
Іспанська: ¿A dónde vas?
("Куди ти йдеш? ')
Ya mirá yo con José.
Іспанська: Yo miré a José.
("Я бачив Хосе. ')
Ele ya empezá buscá que buscá con el sal.
Іспанська: Ella empezó a buscar la sal en todas partes.
(" Він / вона почала шукати сіль всюди. ')
Ele ya andá na escuela.
Іспанська: Ella fue a la escuela.
("Він / Вона пішла в школу.')
Si Mario ya dormí na casa.
Іспанська: Mario durmió en la casa.
('Маріо спав у будинку. ")
El hombre, quien ya man encuentro tu, amo mi hermano.
Іспанська: El hombre, a quien conociste, es mi hermano.
(Людина, з якою ти познайомився — мій брат.)
El persona con quien ta conversa tu, bien alegre gayot.
Іспанська: La persona con quien conversas, está bien alegre.
(Людина, з якою ти розмовляєш, сповнена радості.)